# Thjazi
Thjazi (en vieux norrois : Þjazi), également connu sous les noms de Thiazin, Thjalzi, Thjaffi, Tjatse, Tjasse ou encore Thiassi, est une divinité nordique (jötunn).
Dans la mythologie nordique, il est le géant père de Skadi et le ravisseur d'Idunn.

## Biographie

### L'enlèvement d'Idunn
Ce mythe est rapporté dans la Haustlöng de Thjódólf des Hvínir (citée par Snorri Sturluson dans le Skaldskaparmal, 22) et dans l’Edda de Snorri (Skaldskaparmal, 1).
Alors qu'Odin, Loki et Hœnir sont en voyage, ils tentent de faire rôtir un bœuf, mais en vain. Ils entendent alors un aigle leur expliquer qu'il est la cause de cet échec. Il ne leur laissera cuire la viande que s'ils lui permettent d'en manger. Affamés, les dieux acceptent. L'aigle s'empare alors d'un morceau si considérable que Loki se met en colère et le frappe avec une perche. Mais la perche resta accrochée au dos de l'aigle et aux mains de Loki. Lorsque l'oiseau s'envole, il entraîne Loki à sa suite et n'accepte de le lâcher qu'à condition qu'il lui amène Idunn et ses pommes de jouvence. Le dieu accepte.
De retour à Ásgard, Loki parvient sous un prétexte à faire venir Idunn dans une forêt. Thjazi surgit alors sous sa forme d'aigle et s'empare de la déesse, qu'il emmène dans son domaine de Thrymheim, dans les montagnes.
Privés des pommes qui leur assuraient une éternelle jeunesse, les dieux commencent à vieillir. Ils enquêtent alors sur la disparition d'Idunn et interrogent Loki qui, sous la menace, leur avoue la vérité. Il s'engage toutefois à ramener la déesse, à condition que Freyja lui prête sa forme de faucon. L'ayant obtenue, il s'envole pour le monde des géants et, trouvant Idunn seule, il la changea en noix (détail mentionné seulement par Snorri) et l'emporte dans ses serres.
Lorsque Thjazi s'aperçoit de l'absence d'Idunn, il se transforme en aigle et se lance à la poursuite de Loki. Lorsque les dieux voient arriver Loki et le géant, ils préparent un feu qu'ils allument au passage de Thjazi, enflammant ses plumes et le faisant tomber à l'intérieur d'Ásgard, où il est mis à mort. Dans le Harbardsljod (19), Thor se vante de l'avoir tué, mais dans la Lokasenna (50), Loki prétend avoir été le tout premier à participer au meurtre.
Peu après, Skadi, la fille de Thjazi, vient à Ásgard venger la mort de son père. Mais elle se laisse convaincre d'y renoncer à deux conditions : qu'il lui soit permis d'épouser un dieu, et que les dieux parviennent à la faire rire. Ces deux conditions sont remplies et, en guise de compensation, Odin jette aussi au ciel les yeux de Thjazi, qui deviennent des étoiles. Toutefois, dans le Harbardsljod (20), c'est Thor qui dit avoir accompli ce geste.
De nombreuses allusions à Thjazi figurent dans des textes anciens : outre les poèmes déjà cités, il en est aussi question dans plusieurs poèmes eddiques (Hyndluljod (30), Grottasongr (9), où il est présenté comme plus puissant que Hrungnir, Grimnismal (11), qui évoque Thrymheim), ainsi que dans certains poèmes scaldiques.

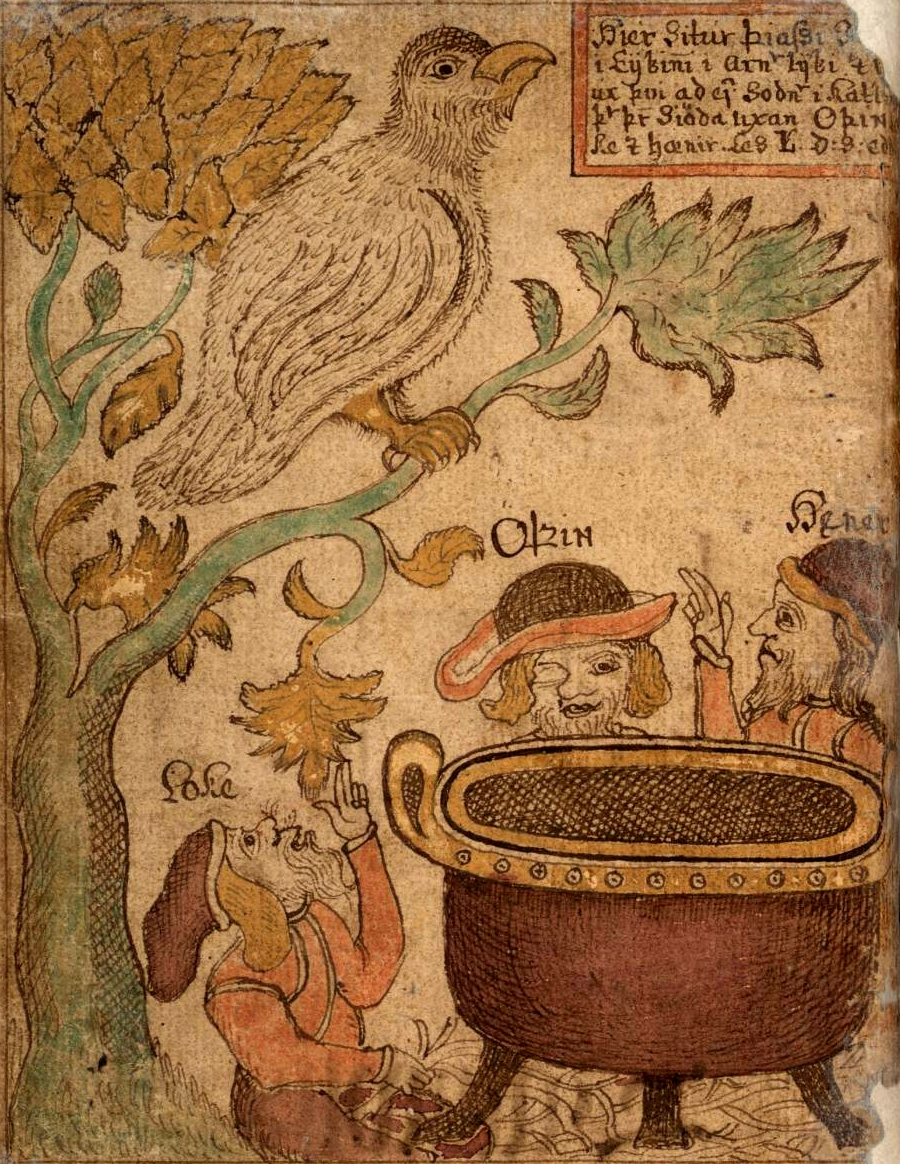
Þjazi empêche les Ases de faire bouillir les aliments, illustration tirée d'un manuscrit islandais du XVIIIe siècle.
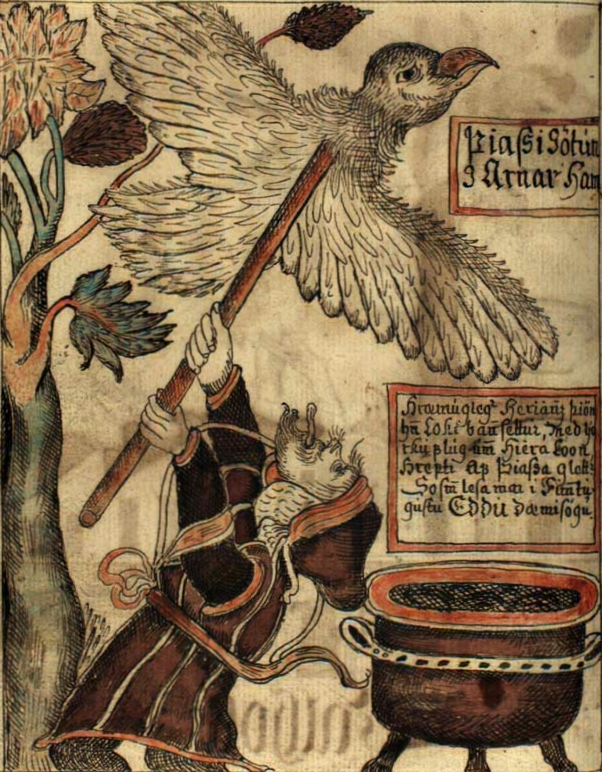
Thjazi sous forme d'aigle frappé par Loki
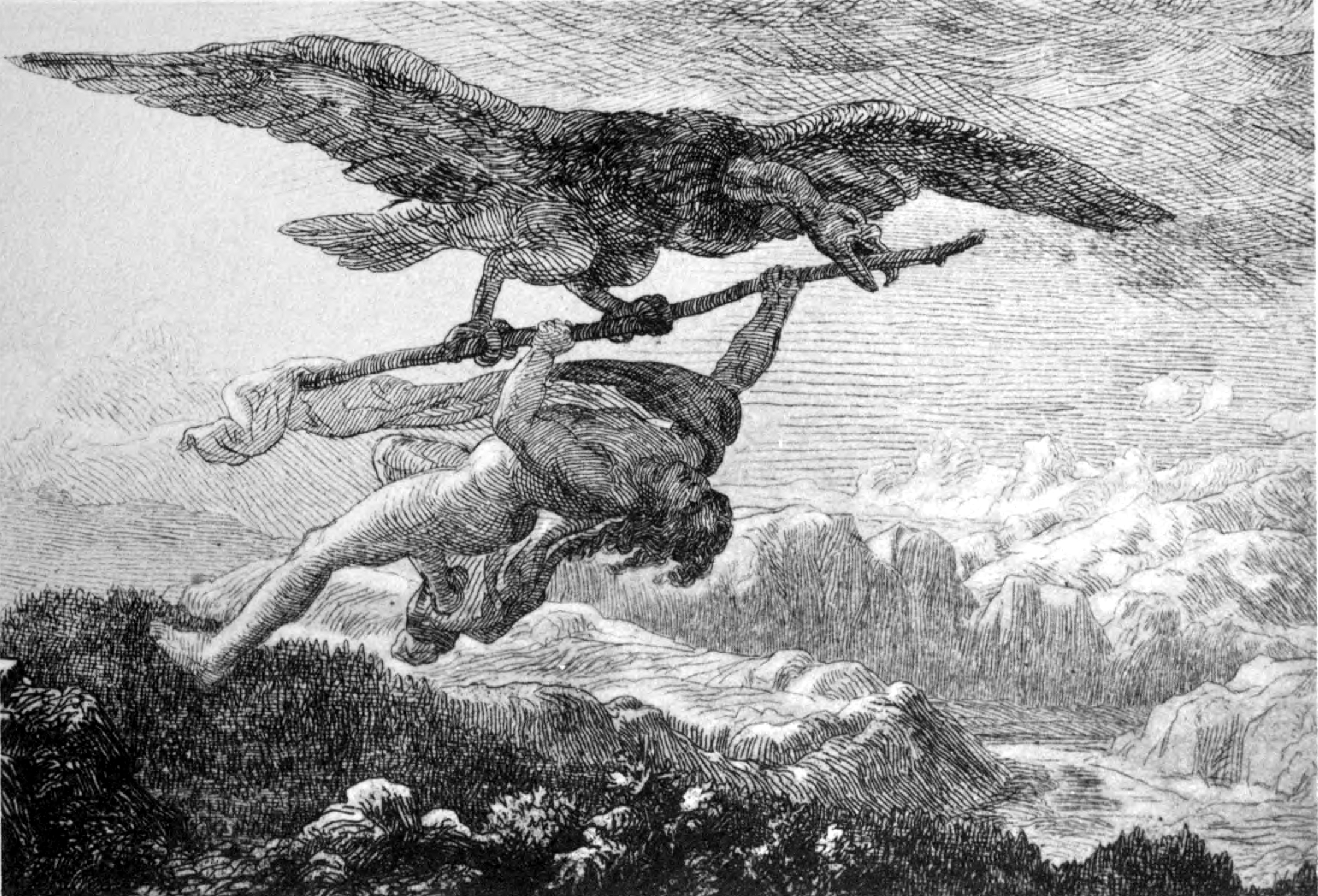
Idunn et Þjazi (1908)

### L'héritage d'Ölvaldi
Thjazi apparaît dans un second récit qui figure à la suite du premier dans le Skaldskaparmal (1). Il est, avec Idi et Gangr, l'un des fils du très riche Ölvaldi. Lorsque ce dernier mourut, ses fils se partagèrent son or en en prenant chacun le même nombre de bouchées. C'est la raison pour laquelle « la bouchée de ces géants » (« munntal þessa jötna ») et « la parole ou les mots ou le discours des géants » (« mál eða orð eða tal þessa jötna ») sont des kenningar pour désigner l'or.
Même s'il n'est connu par aucune autre source, l'ancienneté de ce mythe semble attestée. Ainsi que l’a souligné Rudolf Simek, plusieurs kenningar formées à partir des noms de Thjazi, Idi ou Gangr désignent l’or dans la poésie scaldique (ainsi « Idðja orða », « des mots d’Idi », citée dans le Troisième traité grammatical).

## Famille

### Mariage et enfants
Avec une femme inconnue, il eut :
- Skadi

## Interprétation
Anne Holtsmark a montré que la légende se fonde sur la mythologie du cycle annuel. Le feu qui permet à Loki et Idunn de regagner Asgard est un feu de printemps auquel se brûle le géant hivernal et le printemps rend aux dieux la jeunesse que symbolisent les pommes d'Idunn. Folke Ström identifie Idunn à Freyja, figure de l'Aurore annuelle, Skadi « dommage », étant au contraire une géante hivernale que Loki parvient à faire changer de camp.
Le feu figure aux deux extrémités du récit principal : il commence avec le feu qui ne cuit pas et se termine avec celui que les Ases allument sous Thjazi changé en aigle. Ce motif trouve un correspondant partiel en Grèce : « Le dieux de Dodone avait ordonné par oracle à Telmissos et Galéos d'aller l'un vers l'est, l'autre vers l'ouest, et de bâtir un autel là où un aigle leur déroberait la viande lors du sacrifice. »

## Dans la culture populaire
Dans la bande dessinée Thorgal, et plus particulièrement l'épisode L'Enfant des étoiles, Tjahzi est plutôt défini comme un nain envoyé par son roi pour une quête désespérée à la suite d'un marché imprudent que celui-ci avait passé avec le serpent Niddhog. Par la suite, Tjahzi se lie d'amitié avec Thorgal et le sauve plusieurs fois de situations périlleuses. Il est à noter qu'il semble exister un paradoxe, puisque dans un album antérieur Les Trois Vieillards du pays d'Aran, Thjazi (avec une orthographe différente) est le nom d'une déesse.

### Sources
- L’Edda poétique [détail des éditions] ;
- Snorri Sturluson, L'Edda [détail des éditions].